# Báthory Ignác
Báthory Ignác (Névvariáns: Bátori Ignác) (Pest, 1818. – Collinsville, Connecticut, 1906. május) magyar és amerikai szabadságharcos.

## Élete
Orvosi tanulmányokat is folytatott, de nem fejezte be. Főhadnagy az 1848-49-es magyar szabadságharcban, melynek végén Klapka György alatt szolgált Komáromban, majd Klapkával együtt Hamburgba emigrált, mint azt Klapka emlékirataiban közli. 1850-ben már Amerikában volt bécsi származású feleségével. Amerikában kezdetben kikötőtolmácsként működött, majd trafikos lett. A New York-i magyar kolóniának aktív tagja volt, 1852-ben ő is aláírta a Kossuth Lajos mellett kiálló petíciót, amely elítélte Szedlák Mátyás Kossuth lejáratására tett kísérleteit. 1852 után Baltimore-ba települt át, s ott ingatlanközvetítéssel próbálkozott. Részt vett az amerikai polgárháborúban az északiak oldalán. Idősebb korában Cantonville-ben (Connecticut) telepedett le, s vagyona jövedelméből élt, ott hunyt el 1906 májusában, 88 éves korában.